# Calumma furcifer
Espèce
Synonymes
- Chamaeleo furcifer Vaillant & Grandidier, 1880
- Chamaeleon chauvini Methuen & Hewitt, 1913

Statut de conservation UICN

 EN B1ab(iii) : En danger
Statut CITES
Calumma furcifer est une espèce de sauriens de la famille des Chamaeleonidae.

## Répartition
Cette espèce est endémique de l'Est de Madagascar.

## Publication originale
- Vaillant & Grandidier, 1880 : Description d'une espèce nouvelle de Chamaeleon de Madagascar. Bulletin de la Société Philomathique de Paris, ser. 7, vol. 4, p. 148-150 (texte intégral).